# Phoraspis leucogramma
Phoraspis leucogramma är en kackerlacksart som beskrevs av Perty 1832. Phoraspis leucogramma ingår i släktet Phoraspis och familjen jättekackerlackor. Inga underarter finns listade i Catalogue of Life.